# REGZA Tablet AT501
AT501は東芝が開発、製造したREGZA Tabletで2013年2月15日に発売された。

## 概要
CPUはNVIDIA Tegra 3を搭載しており、OSはAndroid 4.1を搭載している。